# Tony Mendez

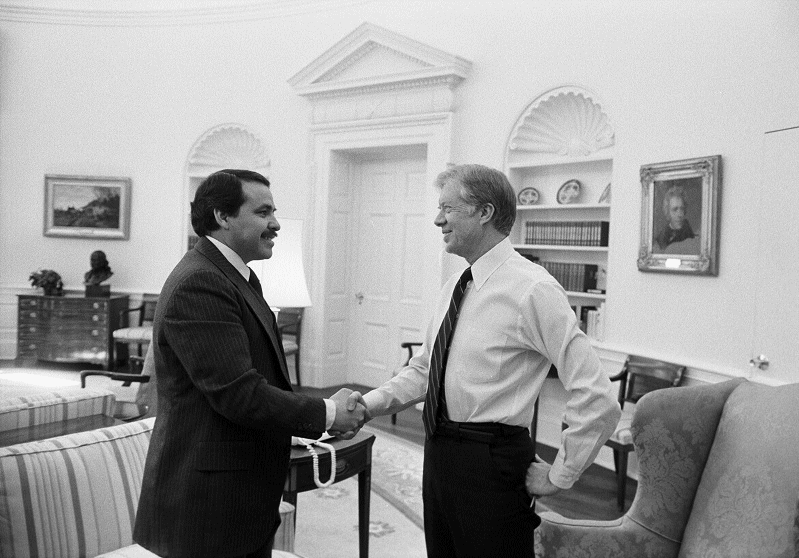
US-Präsident Jimmy Carter gratuliert Antonio J. Mendez zu seinem Einsatz bei der Operation Argo, 12. März 1980

Antonio Joseph „Tony“ Mendez (* 15. November 1940 in Eureka, Nevada; † 19. Januar 2019 in Frederick, Maryland) war ein Geheimdienstoffizier des US-amerikanischen Nachrichtendienstes CIA sowie bildender Künstler und Buchautor. Bekanntheit erlangte er durch die Rettung sechs amerikanischer Diplomaten während der Geiselnahme von Teheran, dem sogenannten Canadian Caper.

## Leben und Karriere
Mit 14 Jahren zog Mendez mit seiner Familie nach Colorado. Nach seinem High-School-Abschluss begann er ein Studium an der University of Colorado. Später betätigte er sich als Installateur, Grafiker und Designer von elektronischen Komponenten für Martin Marietta. Im Jahr 1965 antwortete er auf eine von der CIA anonym aufgegebene Zeitungsanzeige (eine sogenannte „Blind ad“) und wurde daraufhin für den technischen Dienst in Washington, D.C. eingestellt. Zu seinen Aufgaben gehörten das Fälschen von Dokumenten und das Erstellen von Tarnidentitäten. Innerhalb der CIA stieg Mendez zum „Chief of Disguise“ (zu Deutsch etwa: Chef der Verhüllung) auf. Er arbeitete 25 Jahre lang undercover für den Geheimdienst unter anderem in Süd- und Südostasien sowie bei Einsätzen in Konflikten des Kalten Krieges und im Nahen Osten. Nach seiner Pensionierung im Jahr 1990 zog er sich auf eine Farm in Washington County, Maryland, zurück, wo er ein Kunststudio und eine Galerie betrieb und als Schriftsteller tätig war. Tony Mendez starb am 19. Januar 2019 im Alter von 78 Jahren an den Folgen einer Parkinsonerkrankung. Er war verheiratet und hatte vier Kinder.

## Auszeichnungen
Für seine Beihilfe zur Rettung von sechs amerikanischen Diplomaten aus Teheran verlieh ihm die CIA im Jahr 1980 die Auszeichnung „Intelligence Star of Valor“ (deutsch: Geheimdienst-Stern für Tapferkeit), die zweithöchste Auszeichnung der CIA, sowie die „Intelligence Medal of Merit“ (deutsch: Geheimdienst-Medaille für Leistung). Im Jahr 1997 wurde Mendez als einer von 50 ausgewählten ehemaligen und aktuellen Mitarbeitern der CIA mit der „Trailblazer Medallion“ (deutsch: Wegbereiter-Medaille) ausgezeichnet.
Tony Mendez’ Mission während des Canadian Caper wurde cineastisch in dem mit drei Oscars ausgezeichneten Film Argo (2012) verarbeitet. Mendez wird hier von Ben Affleck gespielt.

## Werke
Tony Mendez hat insgesamt vier Bücher geschrieben. Sein erstes Buch The Master of Disguise: My Secret Life in the CIA, das er mit dem Co-Autor Malcolm McConnell schrieb, wurde 1999 veröffentlicht. Im Jahr 2003 veröffentlichte er zusammen mit seiner Frau Jonna Mendez das Buch Spy Dust. Diese beiden Bücher gelten als Standardwerke für Rekruten von Geheimdiensten in den USA. Im Jahr 2012 wurden die Bücher A Classic Case of Deception und Argo: How the CIA and Hollywood Pulled Off the Most Audacious Rescue in History veröffentlicht.